# Petrosaviaceae
Famille
Classification APG III (2009)
La famille des Pétrosaviacées est une famille de plantes monocotylédones. En classification classique de Cronquist (1981) il comprend deux à trois espèces du genre Petrosavia.
Ce sont des plantes herbacées non chlorophylliennes, saprophytes, à feuilles membraneuses des forêts humides d'Asie du Sud-Est, de Malaisie et de Bornéo.

## Étymologie
Le nom vient du genre Petrosavia donné en l'honneur du botaniste italien Pietro Savi (it) (1811-1871) qui fut directeur du jardin botanique de Pise en 1842.

## Classification
En classification phylogénétique APG II (2003) la famille comprend aussi le  genre Japonolirion (une espèce, incluse dans les Liliacées en classification de Cronquist et dans les Japonoliriacées dans la classification APG (1998)).
Selon Angiosperm Phylogeny Website et la classification phylogénétique APG III (2009) cette famille isolée est placée dans l'ordre des Petrosaviales.

## Liste des genres
Selon World Checklist of Selected Plant Families (WCSP) (15 avr. 2010), Angiosperm Phylogeny Website (18 mai 2010) et NCBI (15 avr. 2010) :
- genre Japonolirion Nakai (1930)
- genre Petrosavia Becc. (1871)

## Liste des espèces
Selon World Checklist of Selected Plant Families (WCSP) (15 avr. 2010) :
- genre Japonolirion Nakai (1930)
  - Japonolirion osense  Nakai (1930)
- genre Petrosavia Becc. (1871)
  - Petrosavia sakuraii  (Makino) J.J.Sm. ex Steenis (1934)
  - Petrosavia sinii  (K.Krause) Gagnep. (1934)
  - Petrosavia stellaris  Becc. (1871)

Selon NCBI (15 avr. 2010) :
- genre Japonolirion
  - Japonolirion osense
- genre Petrosavia
  - Petrosavia sakuraii
  - Petrosavia stellaris
  - Petrosavia sp. SWG-2004